# McCartney II
McCartney II (с англ. — «Маккартни II») — второй студийный сольный альбом Пола Маккартни; первый его соло-альбом после создания в 1971 группы Wings. Выпущен в 1980, за год до распада группы, в то время, когда её будущее было совершенно туманно. Альбом представляет собой значительный отход Маккартни от его обычного стиля, так как бо́льшая часть музыки в альбоме опирается на звучание синтезаторов и студийные эффекты.
В 1993 был проделан ремастеринг McCartney II, и альбом был переиздан на CD как часть серии The Paul McCartney Collection.
13 июня 2011 альбом был переиздан как часть серии Paul McCartney Archive Collection.

## Создание альбома
После выпуска, как оказалось потом, последнего альбома Wings — Back to the Egg, Маккартни в июле 1979 уехал на свою ферму в Шотландии, чтобы сделать там несколько записей в одиночку. Первой записанной песней стала «Check My Machine» — как бы тест звукозаписывающего оборудования, о чём говорит и её название. За время этой шотландской сессии звукозаписи он записал более 20 песен. Не видя возможности использовать немедленно эти записи, Маккартни вернулся к работе с Wings для подготовки к туру по Великобритании в ноябре и декабре 1979. Одновременно с выступлениями (в которые включалась и его новая песня «Coming Up»), Маккартни выпустил свой первый после 1971 года сольный сингл, на котором на стороне «А» вышел вошедший в британский топ-10 хит «Wonderful Christmastime» (записанный во время сессий звукозаписи для альбома McCartney II), а на стороне «Б» — «Rudolph the Red-Nosed Reggae» (записанный ещё в 1975 году). Однако, последовавшие события изменили планы Маккартни относительно Wings.
После нескольких лет запрета на въезд Маккартни в Японию (из-за случившихся в прошлом инцидентов с его задержаниями в этой стране за употребление марихуаны), японские власти наконец разрешили Маккартни (а вместе с ним и Wings) въехать в страну для выступлений. Это был первый приезд Маккартни в Японию после 1966 года, когда он приезжал туда ещё вместе с The Beatles, поэтому интерес публики к выступлениям Wings был очень высок и все билеты на концерты были распроданы. Однако, когда Маккартни и Wings прилетели в Токио 16 января 1980, при досмотре багажа Маккартни было обнаружено 219 грамм марихуаны; последовал его немедленный арест и, естественно, прекращение так и не начавшихся гастролей Wings по Японии. После разбирательств в суде в течение 9 дней Маккартни был освобождён и вернулся домой на свою ферму в Шотландии. Решив на время отложить работу с Wings, пока он не определится со своими будущими планами, он решил пока выпустить как сольный альбом записи, сделанные им на этой же ферме прошлым летом.

## Выпуск альбома, отзывы критиков
McCartney II был выпущен в середине мая 1980 (16 мая в Великобритании — лейблом Parlophone, 22 мая в США — лейблом Columbia) и вызвал неоднозначную реакцию: многие критики сочли альбом, с его экспериментальными, основанными на звучаниях синтезаторов композициями и небольшим количеством инструментальных номеров, слабым или легковесным. Но подобные отзывы не помешали альбому достичь 1-й позиции в чарте Великобритании и 3-й позиции в США. Вышедший затем сингл, с интроспективной песней «Waterfalls», вошёл в британский топ-10, но не добился заметных успехов в США. Несмотря на менее чем восторженную реакцию части критиков, McCartney II продолжает оставаться одним из самых любимых альбомов у поклонников Маккартни.
При первом издании альбома на CD-диске в октябре 1987 были добавлены как бонус-треки песни «Check My Machine» (ранее выпущенная на стороне «Б» сингла «Waterfalls») и «Secret Friend» (ранее выпущенная на стороне «Б» сингла «Temporary Secretary»).
В 1993 был проделан ремастеринг McCartney II, и альбом был переиздан на CD как часть серии The Paul McCartney Collection; третьим бонус-треком в это издание была добавлена песня «Goodnight Tonight», ставшая в 1979 хитом в исполнении Wings.
Когда ещё раз ремастированная версия альбома была выпущена 13 июня 2011 как часть бокс-сета Paul McCartney Archive Collection, альбом вновь попал в британский чарт на 108-й позицию.

## Список композиций
Слова и музыка всех песен — Пол Маккартни.
| №  | Название              | Длительность |
| -- | --------------------- | ------------ |
| 1. | «Coming Up»           | 3:53         |
| 2. | «Temporary Secretary» | 3:14         |
| 3. | «On the Way»          | 3:38         |
| 4. | «Waterfalls»          | 4:42         |
| 5. | «Nobody Knows»        | 2:52         |

| №   | Название            | Длительность |
| --- | ------------------- | ------------ |
| 6.  | «Front Parlour»     | 3:32         |
| 7.  | «Summer’s Day Song» | 3:25         |
| 8.  | «Frozen Jap»        | 3:40         |
| 9.  | «Bogey Music»       | 3:27         |
| 10. | «Darkroom»          | 2:20         |
| 11. | «One of These Days» | 3:35         |

| №   | Название            | Длительность |
| --- | ------------------- | ------------ |
| 12. | «Check My Machine»  | 5:52         |
| 13. | «Secret Friend»     | 10:30        |
| 14. | «Goodnight Tonight» | 4:21         |

### Ремастированное переиздание 2011 года
В 2011 альбом был вновь после ремастеринга переиздан лейблами Hear Music/Concord Music Group как часть второй подборки переизданий релизов, бок о бок с альбомом McCartney, названной Paul McCartney Archive Collection. Издание было выпущено в нескольких форматах:
- Standard Edition (рус. Стандартное издание) — на одном CD-диске; оригинальный 10-трековый альбом
- Special Edition (рус. Специальное издание) — на двух CD-дисках; на первом диске — оригинальный 10-трековый альбом, на втором диске 8 бонус-треков[27]
- Deluxe Edition (рус. Делюксовое издание) — на трех CD-дисках и одном DVD-диске; на первом CD-диске — оригинальный 10-трековый альбом, на втором и третьем CD по 8 бонус-треков; в комплект входит изданная ограниченным тиражом с пронумерованными экземплярами 128-страничная книга, содержащая много прежде не публиковавшихся фотографий и рисунков авторства Линды Маккартни. В книгу включены оформление альбома и синглов, а также полная история создания альбома, дополненная новым интервью Пола и подробной информацией о каждом треке альбома. На DVD-диске представлены редкие и прежде не публиковавшиеся видеосъемки (включая эпизод репетирования песни «Coming Up» и новое видео для неизданного трека «Blue Sway»)[28]
- Remastered vinyl (рус. Ремастированный винил) — на двух виниловых LP-дисках; версия альбома, включающая в себя треки из Special Edition и ссылку в Интернете на загрузку материала[29]
- High Resolution (рус. высокое разрешение) в оцифровке глубиной 24 бит и частотой 96 кГц изданные ограниченными и неограниченными тиражами аудиоверсии всех 27 песен из ремастированного альбома и дисков с бонус-треками.

#### Диск 1
Оригинальный 11-трековый альбом.

#### Диск 2: Бонус-аудио 1
1. «Blue Sway» (с оркестровкой Ричарда Найлса[англ.]) — 4:35
Ранее не издавалось
2. «Coming Up» (с концерта в Apollo Theatre, Глазго 17 декабря 1979) — 4:08
3. «Check My Machine» (Regular Single B-side Edited Version) — 5:50
4. «Bogey Wobble» — 2:59
Ранее не издавалось
5. «Secret Friend (Full Length Version)» — 10:31
6. «Mr H Atom» / «You Know I’ll Get You Baby» — 5:55
Ранее не издавалось
7. «Wonderful Christmastime» (Regular A-side Version) — 3:47
8. «All You Horse Riders» / «Blue Sway» — 10:15
Ранее не издавалось

#### Диск 3: Бонус-аудио 2
1. «Coming Up» [Full Length Version] — 5:34
2. «Front Parlour» [Full Length Version] — 5:15
3. «Frozen Jap» [Full Length Version] — 5:43
4. «Darkroom» [Full Length Version] — 3:45
5. «Check My Machine» [Full Length Version] — 8:58
6. «Wonderful Christmastime» [Full Length Version] — 4:15
7. «Summer’s Day Song» [Original without vocals] — 3:25
8. «Waterfalls» (DJ edit) — 3:20

#### Диск 4: DVD
1. «Meet Paul McCartney»
2. «Coming Up»
Видеоклип
3. «Waterfalls»
Видеоклип
4. «Wonderful Christmastime»
Видеоклип
5. «Coming Up»
С Концерта для народа Кампучии, 29 декабря 1979
6. «Coming Up»
Взято с репетиционной сессии на ферме Lower Gate, 1979
7. «Making the Coming Up Music Video»
8. «Blue Sway»
Видеоклип

## Альтернативная версия
Альтернативная, неофициальная последовательность материала (источник этого материала — два тестовых печатания оригинального материала в соответствии с указанным в журнале Record Collector) доступна на бутлеге, обычно называемом «The Lost McCartney II Album»; иногда название этого бутлега — «The Lost McCartney Album».
1. «Front Parlour» — 5:06 (расширенный альтернативный микс)
2. «Frozen Jap» — 5:30 (расширенный альтернативный микс)
3. «All You Horse Riders» * — 3:45
4. «Blue Sway» * — 6:04
5. «Temporary Secretary» — 3:05
6. «On the Way» — 3:27
7. «Mr. H. Atom» * — 2:10 (с ведущим вокалом Линды Маккартни)
8. «Summer’s Day Song» — 3:16 (инструментальная версия)
9. «You Know I’ll Get You Baby» * — 3:45
10. «Bogey Wobble» — 3:14 (неиспользованная парная пьеса для «Bogey Music»)
11. «Darkroom» — 3:38 (расширенный альтернативный микс)
12. «One of These Days» — 3:26
13. «Secret Friend» — 10:05
14. «Bogey Music» — 3:17
15. «Check My Machine» — 8:39 (более длинный микс, чем изданный на стороне «Б» сингла «Waterfalls»)
16. «Waterfalls» — 4:29
17. «Nobody Knows» — 2:44
18. «Coming Up» — 5:26 (расширенный альтернативный микс)

* Не издавалось до выхода в свет Special Edition альбома McCartney II в составе Paul McCartney Archive Collection.

## Награды
Пол Маккартни был номинирован в 1981 на премию «Грэмми» в номинации «Лучший мужской рок-вокал» с песней «Coming Up», но премию не получил (номинацию в 1981 выиграл Билли Джоэл за альбом Glass Houses).

## Позиции в хит-парадах и коммерческие показатели
| Год  | Чарт                                       | Высшая позиция | Пребывание |
| ---- | ------------------------------------------ | -------------- | ---------- |
| 1980 | Австралия (Kent Music Report)              | 6              | нет данных |
| 1980 | Австрия (Ö3 Austria)                       | 4              | 6 недель   |
| 1980 | Великобритания (UK Albums Chart)           | 1              | 18 недель  |
| 1980 | Италия (Musica e dischi)                   | 11             | 15 недель  |
| 1980 | Канада (RPM Albums Chart)                  | 5              | 20 недель  |
| 1980 | Нидерланды (Nationale Hitparade LP Top 50) | 20             | 9 недель   |
| 1980 | Новая Зеландия (RMNZ)                      | 5              | 8 недель   |
| 1980 | Норвегия (VG-lista)                        | 5              | 14 недель  |
| 1980 | США (Billboard Top LPs & Tape)             | 3              | 36 недель  |
| 1980 | Франция (SNEP)                             | 2              | 66 недель  |
| 1980 | ФРГ (Offizielle Top 100)                   | 19             | 16 недель  |
| 1980 | Швеция (Sverigetopplistan)                 | 5              | 7 недель   |
| 1980 | Япония (Oricon)                            | 8              | 13 недель  |
|      |                                            |                |            |
| 2011 | Испания (PROMUSICAE)                       | 5              | 7 недель   |
| 2011 | США (Billboard 200)                        | 82             | 2 недели   |
| 2011 | США (Billboard Top Pop Catalog Albums)     | 10             | 4 недели   |
| 2011 | Франция (SNEP)                             | 158            | 1 неделя   |
| 2011 | Япония (Oricon)                            | 32             | 3 недели   |
|      |                                            |                |            |
| 2023 | Германия (Offizielle Top 100)              | 18             | 3 недели   |

| Хит-парад (1980)               | Место |
| ------------------------------ | ----- |
| Австралия (Kent Music Report)  | 32    |
| Великобритания (Gallup Poll)   | 31    |
| Италия (FIMI)                  | 39    |
| Канада (RPM Year-End)          | 31    |
| Япония (Oricon Year-End Chart) | 96    |

| Регион                                                      | Сертификация | Продажи  |
| ----------------------------------------------------------- | ------------ | -------- |
| Австралия (ARIA)                                            | Платиновый   | 50 000^  |
| Великобритания (BPI)                                        | Золотой      | 100 000^ |
| США (RIAA)                                                  | Золотой      | 500 000^ |
| Япония                                                      | —            | 80 000   |
| ^ Данные о тиражах приведены только на основе сертификации. |              |          |